# Двигатель Toyota TZ
Toyota TZ — серия рядных четырёхцилиндровых бензиновых двигателей внутреннего сгорания с водяным охлаждением производства Toyota Motor Corporation. Двигатели оснащены газораспределительным механизмом, двумя верхними распредвалами и 4 клапанами на цилиндр. Наддувный 2TZ-FZE оснащён интеркулером.
TZ пришёл на смену Y в моторной гамме Estima/Previa, который является заменой LiteAce. Серийно двигатель выпускался с мая 1990 по январь 2000 года.

## 2TZ-FE
- Наддув: нет[2][3]
- Степень сжатия: 9,3:1[4]
- Мощность: 99 кВт (135 л. с.) при 5000 об/мин
- Крутящий момент: 206 Н⋅м при 4000 об/мин
- Годы производства: 1990—2000[5]

### Устанавливался на
- Estima (TCR10W/11W/20W/21W)[6]
- Estima Emina/Lucida (TCR10G/11G/20G/21G)
- 2015—2016 GAC Changfeng Liebao Q6 (полноприводной на базе Mitsubishi Pajero V20 для китайского рынка под управлением GAC Changfeng с 1995 года; он же Liebao Heijingang/Qibing (2002/2009) до 2014 года)

## 2TZ-FZE
- Наддув: Roots[7][8]
- Степень сжатия: 8,9:1[9][10]
- Мощность: 120 кВт (160 л. с.) при 5000 об/мин
- Крутящий момент: 273 Н⋅м при 3600 об/мин
- Годы производства: 1994—2000[11]

### Устанавливался на
- Estima (TCR10W/11W/20W/21W)